# Royal Dano
Royal Edward Dano Sr., född 16 november 1922 i New York, New York, död 15 maj 1994 i Los Angeles, Kalifornien, var en amerikansk film- och TV-skådespelare. Han är far till skådespelaren Rick Dano samt farfar till skådespelaren Hutch Dano, känd från bland annat Disney XD-serien Zeke & Luther.